# Elisa Escámez
Elisa Escámez (Caracas, 2 de diciembre de 1955), es una actriz de televisión venezolana que destacó en el género de las telenovelas. 

## Carrera
Elisa Escámez nació en Caracas, Venezuela el 2 de diciembre de 1955, es actriz, locutora y productora de teatro, actualmente está residenciada en Tenerife, España.

#### Telenovelas
- 2003 Cosita rica (Venevisión) - Altagracia
- 2000 Amantes de Luna Llena (Venevisión) - Custodia Calcaño
- 1998 El país de las mujeres (Venevisión) -  Cienfuegos
- 1997 Llovizna (Marte Televisión) - Nieves Fuego
- 1994 Morena Clara (Venevisión) - Vicenta Guzmán
- 1995 Ka Ina (Venevisión) - Ingracia Camacho
- 1992 Macarena (Venevisión)
- 1989 Pobre negro (RCTV) - Doña Eufracia De Gomares
- 1988 Alma mía (RCTV) - Perla Soledad
- 1987 Roberta (RCTV) - Gloria
- 1985 Cristal (RCTV) - Antonia Fonseca
- 1985 Adriana (RCTV)
- 1984 La mujer sin rostro (VTV)
- 1983 Leonela (RCTV) - Amparo
- 1982 Querida mamá (Venevisión) - Yuya
- 1982 La bruja (Venevisión)
- 1981 María Fernanda (Venevisión) - "La Chata"
- 1981 Mi mejor amiga (Venevisión)
- 1980 Buenos días, Isabel (Venevisión) - Aliria
- 1979 Emilia (Venevisión) - La Guariqueña
- 1977 Rafaela (Venevisión) - Carmita
- 1976 La Zulianita (Venevisión) - Nuria
- 1975 Mariana de la noche (Venevisión)
- 1973 Raquel (RCTV) - Yaritza
- 1972 Sacrificio de mujer (RCTV) - Bertha

#### Cine
- 1998 Amaneció de golpe
- 1998 Cienfuegos
- 1987 Inocente y delincuente
- 1986 Pequeña revancha